# Суочавање с прошлошћу
Суочавање са прошлошћу у најширем смислу означава напоре грађана, невладиних организација или, у неким случајевима, власти појединих држава да открију и објасне одређене догађаје из блиске прошлости, првенствено везаних за рат, угњетавање, геноцид, ликвидацију, мучење, затварање политичких противника или разним "нежељеним" друштвеним групама, како би из њих извукли неку лекцију, тј. спречили их да се понављају у будућности. У ужем смислу, то подразумева активности у Западној и касније Уједињеној Немачкој након Другог свјетског рата, чији је циљ био осветљавање доба Трећег рајха и уклањање остатака нацистичке идеологије из јавног живота; Понекад, као синоним за суочавање са прошлошћу, користи се немачки термин Vergangenheitsbewältigung.